# Jorge Di Paola
Jorge Di Paola (Tandil, 1940-Tandil, 23 de abril de 2007) fue un escritor y periodista argentino. Autor de culto y uno de los fundadores de la revista El Porteño, fue discípulo del autor polaco-argentino Witold Gombrowicz y referente para los escritores Sergio Bizzio y Daniel Guebel. Su primera novela, Minga! (1987), fue llamada «otra literatura» por César Aira y reeditada en el año 2013 por Ricardo Piglia.

## Biografía
Jorge Di Paola nació en el año 1940 en la ciudad de Tandil, provincia de Buenos Aires, Argentina. En 1958, conoció al escritor polaco-argentino Witold Gombrowicz, de quien fue su discípulo y quien prologó su primer texto, la obra teatral Hernán. Poema dramático en cinco cuadros (1963).
Después de que Gombrowicz regresó a Europa, entabló amistad con los escritores Osvaldo Soriano, María Moreno y Miguel Briante. Con este último, trabajó como periodista en los diarios Panorama, Confirmado y La Opinión. Además, fundó junto a él la revista El Porteño.
En 1974, publicó su primer libro de cuentos, La virginidad es un tigre de papel. En 1987, publicó su primera novela, Minga!, que, aunque tuvo poca circulación, fue reconocida por César Aira, quien la llamó «otra literatura». En el 2001, publicó su segundo libro de cuentos, El arte del espectáculo. En el 2003, en colaboración con Roberto Jacoby, publicó la novela de espionaje Moncada.
Di Paola falleció el 23 de abril del año 2007 en su ciudad natal, a causa de un infarto cerebral. En el 2013, el escritor Ricardo Piglia reeditó Minga! para su Serie del Recienvenido del Fondo de Cultura Económica.

## Obra

### Novela
- Minga! (1987, Ediciones de la Flor)
- Moncada (2003, Adriana Hidalgo)

### Cuento
- La virginidad es un tigre de papel (1974, Ediciones de la Flor)
- El arte del espectáculo (2001, Adriana Hidalgo)

### Teatro
- Hernán. Poema dramático en cinco cuadros (1963, Ediciones del Cuadrante)